# Tătărășeni, Botoșani
Tătărășeni este un sat în comuna Havârna din județul Botoșani, Moldova, România. 
Primul document istoric scris ce menționează satul Tătărășeni, care s-a păstrat, desigur, datează de la 11 iulie 1605 din vremea domniei lui Ieremia Movilă. La 1605 satul era amplasat la Est de satul Balinți, pe locul actual al satului Niculcea. În anii 1645 – 1647, pe vremea domniei lui Vasile Lupu, vechea vatră a satului a fost părăsită, sătenii așezându-se pe locul unde se află satul acum, adică între Gârbeni și Balinți.
La 11 iulie 1605, proprietar al satului este arătat a fi Grigorie Vătav, care îl va vinde, pe 5 ianuarie 1622, contra sumei de 60 de galbeni ungurești, lui Ionașcu Poturul și soției sale, Ana. La 1672, Ion Neculce în Cronica sa arată că satul Tătărășeni avea doi proprietari: Prodan Drăgușescul și Ștefan Petriceicu, însuși domn al Țării Moldovei la acea vreme. Pe 30 aprilie 1708, Dumitrașcu Drăgușescul vinde satul Tătărășeni marelui boier Ilie Catargiul.
La 20 iunie 1724, un document de la Mihai Racoviță confirmă că Ștefan Guranda, căpitan din Focșani, are drept de proprietate peste o parte a satului. La 1782, familia Catargiu vinde satul Tătărășeni căminarului Iordachi Ramadan, care boier îl stăpânește 10 ani. Pe 30 noiembrie 1792, Iordachi Ramadan vinde satul hatmanului Costachi Ghica, plecând în Rusia. Familia Ghica stăpânește satul Tătărășeni până în 1820, an în care satul este scos la vânzare prin procedura de „sultan mezat”, fiind cumpărat cu suma de 70.000 de lei de Smaranda Roset, soția lui Gheorghe Caragea. Smaranda Roset este bunica lui Nicu și Artur Roseti, stăpânind satul împreună de la 1885 până la 1912. De la 1912 până la 1947, Nicu Roseti a stăpânit singur satul Tătărășeni.
Catagrafia de la 1832 îl dă ca stăpân al satului pe postelnicul Iorgu Ghica, iar o alta de la 1838 îl arată ca fost proprietar pe „răposatul Petrino”. La 1845, o catagrafie arată ca proprietar peste satul Tătărășeni pe stolnicul Manolachi Mișoglu. Fiul lui Manolachi Mișoglu, Nicolae, a construit biserica de zid din Tătărășeni (1847 – 1851). Încă din secolul al XVII-lea și până spre mijlocul secolului al XIX-lea satul Tătărășeni a avut o biserică din bârne de stejar. Această biserică a fost amplasată exact pe locul unde astăzi există magazia școlii din sat, așa cum scria pe o tăbliță în anii ultimului război mondial.
De la 1865, deci în timpul domniei Cuza Vodă, satul Tătărășeni este stăpânit de frații Iancu și Matei Roseti. Iancu Roseti n-a avut copii pe când fratele său Matei a avut doi băieți Nicu și Artur Roseti. Nicu și Artur Roseti au stăpânit împreună satul Tătărășeni dintre anii 1885 și 1912. Din anul 1912 și până în anul 1947, odată cu instalarea regimului comunist de ocupație de către Uniunea Sovietică în România, Nicu Roseti a rămas proprietar al satului Tătărășeni, alături de săteni care fuseseră împroprietăriți cu mai mult de jumatate din suprafața moșiei satului la 1921 de către regele Ferdinand.